# مينيسوتا وايلد
مينيسوتا وايلد (بالإنجليزية: Minnesota Wild)‏ هو فريق هوكي جليد أمريكي محترف يلعب في الشعبة الوسطى من القسم الغربي في دوري الهوكي الوطني (NHL).